# Ъх
Ъх (еръ-хѣръ) — российский компаунд-полутанк-паровоз (в связи с чем известен как просто полутанк) типа 2-3-1, выпускавшийся Харьковским заводом в 1907—1910 годы. Первый русский паровоз данного типа.

## История

### Проектирование
В начале 1900-х годов Рязанско-Уральская железная дорога приняла решение увеличить вес и скорость дачных поездов на Московском участке, в связи с чем в 1904 году заказала Харьковскому паровозостроительному заводу проект танк-паровоза, который должен был способен вести поезд общей массой 300 тонн на подъёме 12 ‰ и по кривой радиусом 600 метров со скоростью не ниже 32 км/ч. Также данный локомотив должен был обеспечить одинаковую безопасность вождения как вперёд, так и назад, что позволяло избежать его разворота на конечных станциях.
В соответствии с указанными требованиями, Харьковский завод выполнил проект танк-паровоза типа 2-3-1 с рабочим весом 72 тонны при запасе воды и нефти 11 и 3,5 тонны соответственно. На паровозе должна была быть применена четырёхцилиндровая компаунд-машина с диаметром цилиндров высокого давления 350 мм, низкого давления — 570 мм, ходом поршня 600 мм и парораспределительным механизмом Вальсхарта. Малые цилиндры располагались внутри рамы, а большие — снаружи, при этом ведущей была первая движущая колёсная пара, которая имела коленчатую ось (система де Глена). Паровой котёл имел общую площадь нагрева 148 м², площадь колосниковой решётки — 2,43 м², рабочее давление насыщенного пара — 14 кгс/см²; применение пароперегревателя проектом не предусматривалось.
Применение четырёхцилиндровой машины усложняло конструкцию, по сравнению с применением двухцилиндровой машины, однако позволяло полностью уравновесить движущий механизм, тем самым избежав применения противовесов на колёсах.
Этот проект был рассмотрен Инженерным советом Министерства путей сообщения, который в итоге его утвердил, при этом допустив, что масса паровоза в рабочем состоянии может быть повышена за счёт увеличения толщины листов топки и повышения запасов воды, но не более 75,25 тонн.

### Постройка
В октябре 1906 года Рязанско-Уральская дорога заказала Харьковскому заводу восемь танк-паровозов типа 2-3-1, причём шесть из них уже с пароперегревателями. Разработкой детальных чертежей руководил А. С. Раевский, при этом в первоначальный проект внесли много изменений. Однако заказчик отвёл на постройку небольшой срок, из-за чего точных вычислений массы всех деталей выполнено не было. Вскоре были построены два паровоза, которым присвоили обозначения П56 и П57. Однако результаты взвешивания П56 вместе с запасами воды и топлива показали, что он весит 108,08 тонны — на 32,8 тонны, или на 43,6 % выше допустимого значения. Тогда завод построил тендеры, которые можно было прицеплять как спереди, так и сзади локомотива, а с самого локомотива снял водные баки, при этом увеличив объём нефтяных баков до 6 м³. Благодаря данным мерам общий вес паровоза удалось снизить до 90,4 т, а сцепной — до 48 т. Паровозы были оборудованы тормозами Вестингауза, имели прибор отправления Емельянова, а их задняя поддерживающая колёсная пара была связана водилом с задней сцепной колёсной парой. Само изготовление этих машин принесло заводу большие убытки, в связи с чем инженер Раевский был вынужден уйти с завода.
С 1907 по 1910 годы завод построил шесть компаунд-паровозов типа 2-3-1 с перегревом пара, которые получили серию Пт и номера 58—63. На них были применены жаротрубные двухоборотные пароперегреватели Шмидта площадью 25 м², а испаряющая поверхность нагрева котла при этом сократилась до 134 м². У паровой машины диаметр цилиндров высокого и низкого давления был повышен до соответственно 380 и 590 мм; сцепной вес паровозов Пт при этом достиг 48,8 тонн.

### Эксплуатация
Так как полутанк-паровозы (запас топлива находится на локомотиве, запас воды — в тендере) работали с прицепленными тендерами, то есть как и обычные, Комиссия подвижного состава и тяги Министерства путей сообщения отказалась признавать проект данного паровоза как типовой и уже после постройки первых локомотивов вынесла Инженерному совету вопрос о допущении к эксплуатации всех заказанных восьми полутанк-паровозов. В 1910 году данным советом было принято решение допустить эти локомотивы к эксплуатации на заказавшей их дороге.
Полутанки эксплуатировались на Рязано-Уральской железной дороге в депо Москва, Козлов и Саратов, при этом работая в равных условиях паровозы серии Пт с пароперегревателями оказались экономичнее по расходу топлива, чем паровозы серии П без них; в связи с этим последние также были оборудованы пароперегревателями. Благодаря применению многоцилиндровой паровой машины они имели плавный ход при скоростях до 75 км/ч, но отличались достаточно сложным ремонтом; также имелась высокая нагрузка от поддерживающей колёсной пары на рельсы, что приводило к частому грению букс.
В 1912 году полутанк-паровозы получили литеру Ъ (как пассажирские танк-паровозы) и полное обозначение серии Ъх — конструкции Харьковского завода. После окончания первой мировой и гражданской войн эксплуатация этих уникальных машин в условиях разрухи начала 1920-х годов оказалась экономически нерациональна. Проработав всего около 15 лет, полутанк-паровозы были списаны.